# Guerra ugandese-tanzaniana
La guerra ugandese-tanzaniana, che gli ugandesi definiscono guerra di liberazione, è stata combattuta fra Uganda e Tanzania nel 1978-1979. Portò alla caduta del regime dittatoriale del presidente dell'Uganda Idi Amin Dada.

## Contesto politico
Dopo il colpo di Stato con cui Idi Amin Dada rovesciò il governo di Milton Obote diventando presidente dell'Uganda (1971), Obote e molti suoi sostenitori trovarono rifugio in Tanzania. L'appoggio tanzaniano a Obote contribuì a inasprire i rapporti politici fra Uganda e Tanzania, già difficili in precedenza. Nel 1972, quando i sostenitori di Obote cercarono di riprendere il potere in Uganda, Amin accusò il presidente tanzaniano Julius Nyerere di essere fra gli organizzatori del tentato colpo di Stato.

## Il conflitto

### Evento scatenante
Agli inizi dell'ottobre del 1978, un battaglione dell'esercito ugandese denominato Simba ("i leoni" in swahili) attaccò il palazzo presidenziale di Amin a Kampala. Amin riuscì a fuggire, ma la rivolta continuò ad allargarsi, coinvolgendo tutte le truppe stazionate nel sud dell'Uganda. Con costoro si schierarono anche i rifugiati ugandesi in Tanzania. Le truppe fedeli di Amin riuscirono a ricacciare i ribelli fino al confine meridionale, e inseguendoli sconfinarono in territorio tanzaniano.
Contemporaneamente, Amin accusò la Tanzania di aver aperto le ostilità invadendo l'Uganda. Verso la fine del 1978 Amin inviò delle truppe ad invadere una striscia di territorio della Tanzania situata sulle rive del fiume Kagera (e chiamata "Kagera Salient") come ritorsione a delle presunte provocazioni da parte dell'esercito di quel paese. All'epoca Amin stava perdendo il controllo dell'esercito, dilaniato da lotte intestine originate da rivalità tribali. Le truppe tanzaniane, insieme ad un piccolo contingente di esuli ugandesi fedeli ad Obote, contrattaccarono e senza incontrare resistenza degna di nota furono in grado di giungere fino a Kampala (10 aprile 1979).

### Sviluppo
Il presidente tanzaniano si appellò alla nazione per fronteggiare l'invasione. L'esercito tanzaniano, forte di 40 000 uomini, venne rinforzato con volontari provenienti dalla polizia, dalle guardie carcerarie e da gruppi paramilitari di volontariato civile. Anche gruppi di opposizione ugandesi si aggiunsero alle forze tanzaniane. In particolare, i partecipanti alla Conferenza di Moshi (il Kikosi Maalum al comando di Tito Okello e David Oyite Ojok, il FRONASA di Yoweri Museveni e il Save Uganda Movement di Akena p'Ojok, William Omaria e Ateker Ejalu) formarono l'Uganda National Liberation Army (Armata Ugandese Nazionale di Liberazione) o UNLA.
I tanzaniani entrarono in Uganda nel febbraio del 1979. Sapendo di avere di fronte uno degli eserciti meglio preparati dell'intera Africa, i tanzaniani cercarono di evitare lo scontro frontale con le forze nemiche, colpendo invece una serie di obiettivi isolati per indebolire l'Uganda. La città ugandese di Kampala fu uno di questi obiettivi, e subì la distruzione quasi totale delle sue infrastrutture.
Invece di opporre resistenza, l'esercito ugandese iniziò a ritirarsi piuttosto disordinatamente verso nord, saccheggiando i centri abitati per procurarsi rifornimenti. In sostegno di Amin giunsero a marzo le truppe libiche inviate dal colonnello Gheddafi, che si scontrarono con la prima linea tanzaniana a Lukaya, poco a nord della capitale. Dopo una prima vittoria conseguita il 10 marzo, i libici furono sbaragliati nella notte fra l'11 e il 12. L'esercito tanzaniano procedette nella propria avanzata; particolarmente lunghi furono i combattimenti per la conquista di Entebbe, l'aeroporto ugandese costruito su una penisola del lago Vittoria, a circa 40 km da Kampala. Subito prima della caduta dell'aeroporto, Amin fuggì per la Libia.
La capitale cadde invece il 10 aprile senza che i sostenitori di Amin potessero opporre molta resistenza. Le truppe libiche rimaste, attestate a Jinja (il luogo dove il Nilo defluisce dal lago Vittoria) vennero rimpatriate passando per il Kenya. In un primo tempo, il governo libico rifiutò di riconoscere come propri i soldati libici catturati dai tanzaniani, ma in seguito anche i prigionieri vennero rimpatriati. A questo punto l'esercito ugandese era nel caos; senza una leadership, si suddivise in milizie che si accanivano sulla loro stessa gente in cerca di vettovaglie, mezzi di trasporto e bottino.

### Conclusione
Mentre le forze tanzaniane procedevano lentamente alla conquista dell'intero paese, l'ala politica dell'UNLA, il Fronte Ugandese Nazionale di Liberazione (UNLF) venne incaricato di organizzare le elezioni politiche. In questa fase, la popolazione ugandese fu oggetto di gravissime violenze, con gli ultimi gruppi dell'ex esercito di Amin che mietevano vittime dovunque senza un piano militare o politico. Fra le aree più colpite ci furono il distretto di Luwero (il "triangolo" di Luwero), dove la maggioranza della popolazione venne sterminata dall'uno o l'altro gruppo armato, e il Nilo Occidentale, ultima roccaforte dei militari che erano stati fedeli ad Amin. Molti eccidi avvennero nelle missioni dove la gente aveva cercato rifugio; molti missionari europei e membri di rilievo delle Chiese ugandesi che avevano tentato la mediazione per la pace furono trucidati.

## Conseguenze
Al termine della guerra di "Liberazione", le forze armate tanzaniane instaurarono Yusuf Lule alla presidenza dell'Uganda. Nel giugno del 1979, le dispute per il potere avevano già messo in crisi il governo di Lule, che fu sostituito da Godfrey Binaisa per volere della Commissione consultativa nazionale. Il 12 maggio 1980 la commissione militare rimosse Binaisa, sostituendolo con un gruppo di tre leader noto come Commissione Presidenziale dell'Uganda e formato da Yoweri Museveni, Paulo Muwanga e Tito Okello. Le elezioni generali del dicembre 1980 vennero vinte da Milton Obote. Museveni non accettò il responso delle urne e diede inizio a una nuova guerra civile nota come guerra della foresta ugandese.